# 다비트 오그로드니크

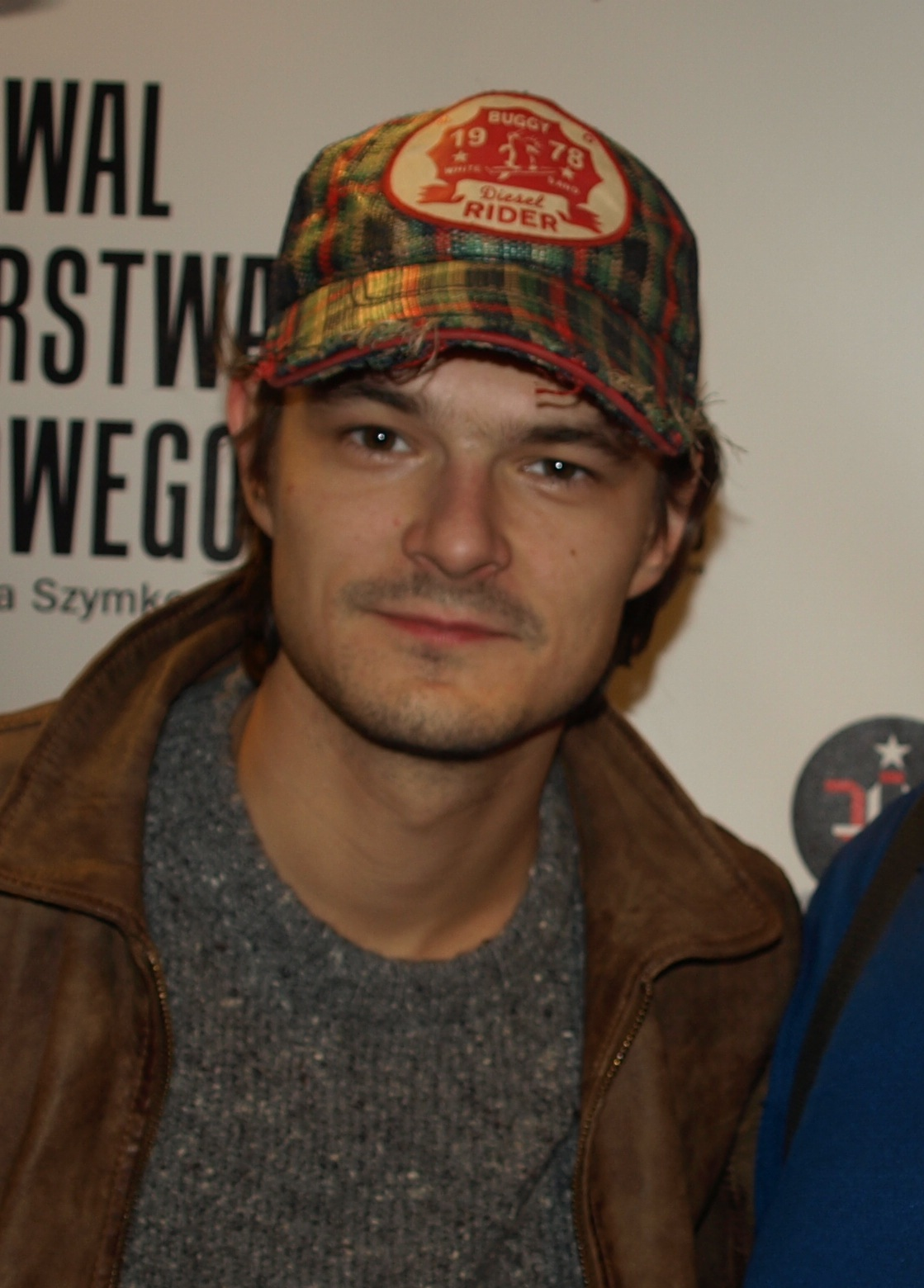

다비트 오그로드니크(Dawid Ogrodnik, 1986년 5월 28일 ~ )는 폴란드의 배우이다.
봉그로비에츠에서 태어났다.

## 영화
- 11분 (2015년)
- 더 워드 (2014년)
- 라이프 필스 굿 (2013년) - 마테우스 역
- 이다 (2013년) - 리사 역
- 유 아 갓 (2012년)